# Domenico Alaleona
Domenico Alaleona (Montegiorgio, regió de les Marques, 16 de novembre de 1881 - 28 de desembre de 1928) fou un historiador i compositor italià.
Cursà la carrera musical en el Liceu de Santa Cecília, de Roma, sota la direcció de, De Sanctis, Alessandro Bustini i Renzi. Dirigí des de 1906 societats corals i instrumentals a Leghorn i Roma.
Les seves composicions inclouen diverses melodies per a cant, amb acompanyament d'orquestra:
- un Rèquiem per a 4 veus;
- un quartet d'arc
- dues obres simfòniques;
- Mirra, (òpera) estrenada amb èxit a Roma el 1920.

Entre els seus treballs crítics, el més important és una col·lecció d'estudis històrics envers els Oratoris a Itàlia. En morí era professor d'estètica musical del mencionat Liceu de Santa Cecília.